# 山梨半造

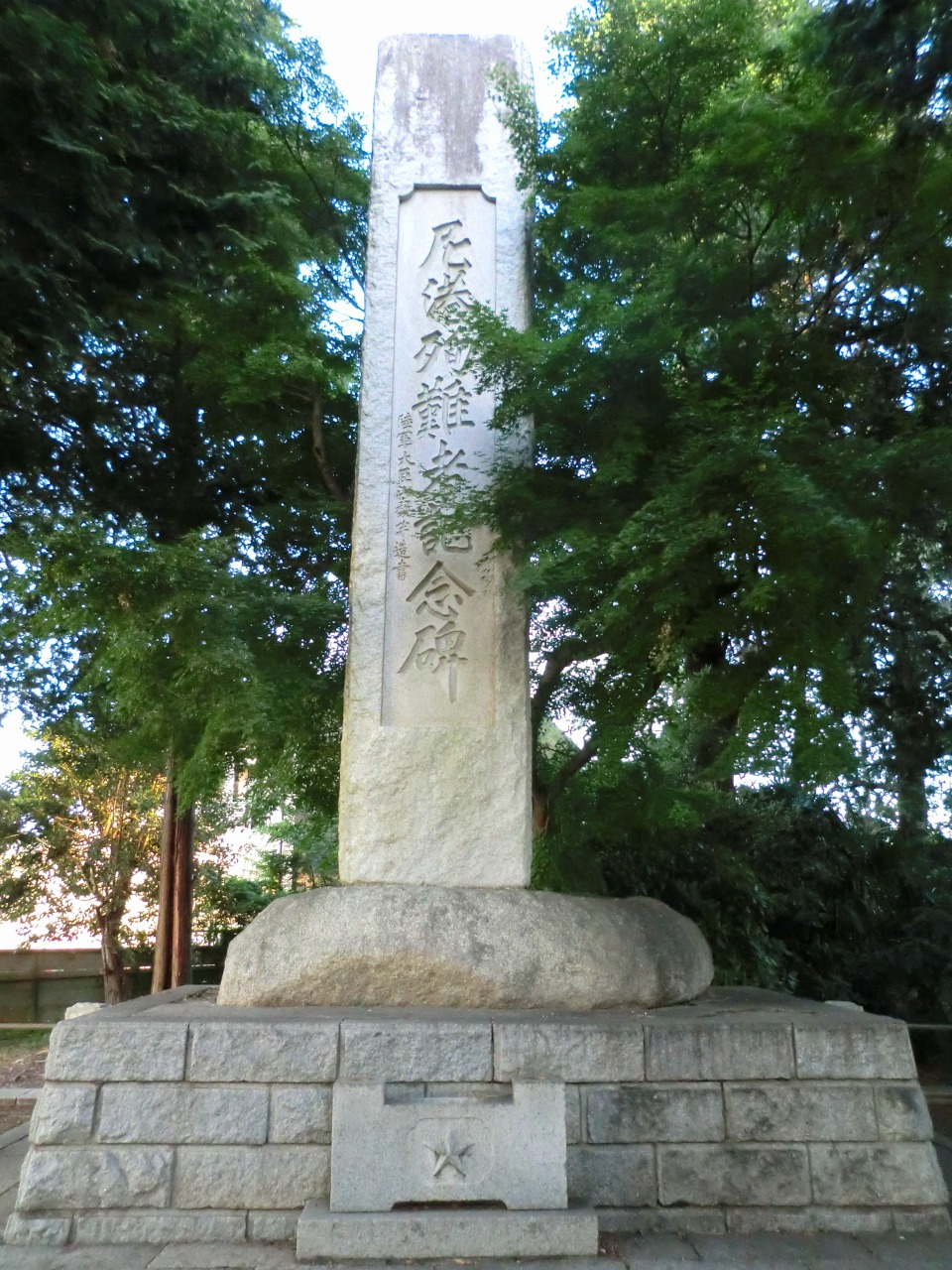
山梨半造所書的尼港殉難者記念碑

山梨半造（1864年4月6日—1944年7月2日）日本陸軍軍人。最終階級为陸軍大将。陸軍大臣、朝鲜总督。

## 生平
出生于相模国大住郡下島村（現在的神奈川县平塚市下島），山梨安兵衛次子。耕余塾毕业後，1886年（明治18年）6月在陸軍士官学校（旧8期、士官生徒8期）毕业，授予步兵少尉和步兵第5联队付军职。1892年（明治24年）12月在陸軍大学校（8期）毕业，拜受恩賜軍刀。
日清战争时为步兵第4旅团副官、步兵第5联队中隊長、第2軍副官、占領地总督部副官。归国后历任参謀本部第4部員、兼陸大教官、駐德国武官、陸大教官，日俄战争時以第2軍参謀随同出征，历任第2軍参謀副長、第3师团参謀長。
驻奥地利公使館付、德国大使館付、陸大幹事、步兵第51联队長，1911年（明治44年）9月晋升陸軍少将。历任步兵第30旅团長、步兵第1旅团長、参謀本部总務部長，第一次世界大战期间任独立第18师团参謀長，参与攻打青岛，以軍功获赐功二級。后任教育总监部本部長，1916年（大正5年）5月晋升陸軍中将和陸軍次官、兼航空局長官。
1921年（大正10年）10月担任原敬内阁的陸軍大臣，同年12月晋升陸軍大将，高桥是清、加藤友三郎内閣留任。1922年（大正11年）8月至翌年4月实行日本陸軍史上第一次裁军（「山梨軍縮」）。
关东大地震期间以軍事参議官接替福田雅太郎为戒严司令官，后任東京警備司令官，1925年（大正14年）5月編入预备役，1927年（昭和2年）12月出任朝鲜总督。之後因收受米商的5万円贈賄被曝光而辞职。
1934年（昭和9年）4月退役。1944年（昭和19年）在神奈川县镰仓市家中去世。享年81岁。

## 家族親族
- 義父 田村怡与造（陸軍中将）
- 舅子 本間雅晴（陸軍中将）

| 官衔              | 官衔                                                | 官衔              |
| ----------------- | --------------------------------------------------- | ----------------- |
| 前任： 宇垣一成   | 朝鲜总督 第5代：1927年12月10日 - 1929年8月17日      | 繼任： 斋藤实     |
| 军职              |                                                     |                   |
| 前任： 田中義一   | 陸軍大臣 第27 - 29代：1921年6月9日 - 1923年9月2日   | 繼任： 田中義一   |
| 前任： 福田雅太郎 | 关东戒严司令官 第2代：1923年9月20日 - 同11月16日    | 繼任： 廃止       |
| 前任： 新設       | 東京警備司令官 初代：1923年11月16日 - 1924年8月20日 | 繼任： 菊池慎之助 |